# Cinéma bosnien
Le cinéma bosnien désigne l'industrie du cinéma en Bosnie-Herzégovine.
Pendant longtemps, le cinéma bosnien a été l'un des cinémas les plus dynamiques de la région.
Le festival du film de Sarajevo a été créé en 1995 lors du siège de Sarajevo. La guerre de Bosnie-Herzégovine a marqué durablement le pays et la production cinématographique locale en a été affectée.